# Ђани
Радиша Трајковић (Липљан, 23. јул 1972), познат као Ђани, српски је поп-фолк и турбо-фолк певач.

## Биографија
Рођен је у Липљану код Приштине, на Косову и Метохији, а похађао је школу у Приштини. Отац му је био возач аутобуса, а мајка продавачица. Из Приштине се одселио 1992. у Швајцарску. Живео је и у Крагујевцу.
Популаран је у бившој Југославији и дијаспори.  Дана 8. марта 2019. године одржао је концерт у београдској Штарк арени, пред око 20.000 људи.
Ожењен је Слађаном, имају два сина Марка и Милоша и кћерку Софију.

## Дискографија

### Албуми
- Туђи свирачи (1995)
- Та жена (1998)
- Отишла си, е па нека (2000)
- Нека пати жена та (2001)
- Друга два (2003)
- Све ми твоје недостаје (2005)
- Балканац (2007)
- Још те сањам (2010)

### Видеографија
| Спот                                       | Година | Режисер          |
| ------------------------------------------ | ------ | ---------------- |
| Још те сањам                               | 2009.  |                  |
| Најјачи                                    | 2013.  | Горан Шливић     |
| До задње паре                              | 2016.  | daVideo          |
| Боље ми је боље ми је                      | 2017.  | Royal Art        |
| Краљица                                    | 2017.  | Никола Матијевић |
| Певачица                                   | 2017.  | Давид Љубеновић  |
| Дежа ву                                    | 2018.  | Љуба Радојевић   |
| Жали боже те лепоте                        | 2018.  | Air View Studio  |
| Луталица                                   | 2020.  | Марко Арсић      |
| Лако ти је бити веран кад те нико не гледа | 2020.  | Марко Арсић      |
| Напиј се од среће                          | 2020.  | Марко Арсић      |
| Туђа жена                                  | 2021.  | Горан Шљивић     |
| Краљица                                    | 2022.  | Марко Арсић      |
| Свако нек своју срећу бира                 | 2022.  | Марко Арсић      |

### Као гост
- Бићу твоја (1999) са Стојом на њеном албуму Ћики, ћики
- До задње паре (2016) са МС Стојаном на његовом албуму Бахата
- Певачица (2017) са МС Стојаном и са Јаном
- Дежа ву (2018) са Сандром Африком
- Све су жене исте (2019) са Драганом Крстићем Црним